# انجيلو فورلان
انجيلو فورلان (بالإيطالية: Angelo Furlan)‏ مواليد 21 يونيو 1977 في إيطاليا، هو دراج إيطالي في صنف سباق الدراجات على الطريق.

## سجل النتائج

### سباقات أو مراحل فاز بها
- طواف إسبانيا

## روابط خارجية
- انجيلو فورلان على موقع الاتحاد الدولي للدراجات (الإنجليزية)
- انجيلو فورلان على موقع أرشيف الدراجات (الإنجليزية)
- انجيلو فورلان على موقع إحصائيات الدراجات الإحترافية (الإنجليزية)
- انجيلو فورلان على موقع نسبة الدراجات (الإنجليزية)
- انجيلو فورلان على موقع CycleBase (الإنجليزية)